# Ken Sio

a Compétitions nationales et continentales officielles uniquement.

Ken Sio, né le 29 octobre 1990 à Blacktown (Australie), est un joueur de rugby à XIII australien évoluant au poste d'ailier, de centre ou d'arrière dans les années 2010. Il fait ses débuts professionnels avec les Eels de Parramatta lors de la 2011. Après cinq saisons, il s'expatrie en Angleterre et rejoint Hull KR en Super League avec lequel il dispute la finale de la Challenge Cup en 2015. Il renoue avec la NRL avec les Knights de Newcastle pendant deux saisons entre 2017 puis revient en Super League à Salford avec lequel il dispute la finale de la Super League en 2019.

## Palmarès
- Collectif :
  - Finaliste de la Super League : 2019 (Salford).
  - Finaliste de la Challenge Cup : 2015 (Hull KR).

- Individuel : 
  - Nommé dans l'équipe type de Super League : 2021 et 2022 (Salford)

### Statistiques
| Saison | Club               | Compétition           | Matchs | Points | Essais | Goals | Drops |
| ------ | ------------------ | --------------------- | ------ | ------ | ------ | ----- | ----- |
| 2011   | Parramatta Eels    | National Rugby League | 1      | 4      | 1      | 0     | 0     |
| 2012   | Parramatta Eels    | National Rugby League | 24     | 52     | 13     | 0     | 0     |
| 2013   | Parramatta Eels    | National Rugby League | 20     | 40     | 10     | 0     | 0     |
| 2014   | Parramatta Eels    | National Rugby League | 12     | 52     | 13     | 0     | 0     |
| 2015   | Hull KR            | Super League          | 20     | 52     | 13     | 0     | 0     |
| 2016   | Hull KR            | Super League          | 29     | 74     | 12     | 13    | 0     |
| 2017   | Newcastle Knights  | National Rugby League | 21     | 20     | 5      | 0     | 0     |
| 2018   | Newcastle Knights  | National Rugby League | 20     | 98     | 12     | 25    | 0     |
| 2019   | Salford Red Devils | Super League          | 20     | 78     | 13     | 13    | 0     |